# Hoplias teres
Hoplias teres är en fiskart som först beskrevs av Valenciennes, 1847.  Hoplias teres ingår i släktet Hoplias och familjen Erythrinidae. Inga underarter finns listade i Catalogue of Life.